# 維索金
51°41′19″N 30°54′40″E / 51.68861°N 30.91111°E
維索金（烏克蘭語：Високинь），是烏克蘭北部的村莊，隸屬切爾尼希夫州的切爾尼希夫區。該村始建於1868年，面積0.92平方公里，海拔高度151米，2001年人口153，人口密度每平方公里166.3人。